# Grey (Ufologie)

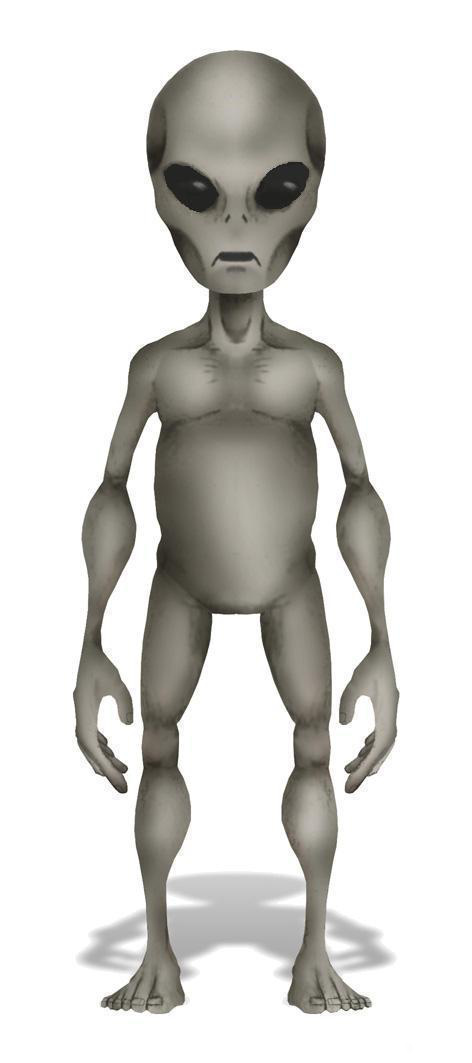
Grey

Grey (deutsch Grauer) ist ein fiktives Wesen, das in der Science-Fiction-Literatur und ufologischen Verschwörungstheorien eine Rolle spielt. Es wird als humanoide Außerirdische von grauer Farbe beschrieben. Als erste Beschreibung eines Grey wird die des Ehepaares Betty und Barney Hill angesehen, die 1961 angaben, von Außerirdischen in ein UFO entführt und mehreren medizinischen Experimenten unterzogen worden zu sein.

## Physische Merkmale
Die Beschreibungen und Darstellungen eines Grey sind unterschiedlich. In Veröffentlichungen darüber wurde grob von drei Typen berichtet. Alle drei Typen sind von humanoider Gestalt. Die am häufigsten beschriebenen Merkmale sind ein im Vergleich zum Menschen größerer Kopf mit großen mandelförmigen, tief schwarzen Augen, zwei Atemlöchern und Gehöröffnungen ohne Ohrmuscheln. Ihre Münder sollen schmal und lippenlos und ihre Zähne auf den ersten Blick nicht sichtbar sein. Vom Körperbau her werden Greys als ungefähr 120 Zentimeter groß und mit dünnen, langen Gliedmaßen mit jeweils vier oder fünf Fingern beschrieben. Der amerikanische Verschwörungstheoretiker Milton William Cooper (1943–2001) berichtete auch von bösen Greys mit großen Nasen, denen er hochgewachsene blonde Außerirdische von arischem Aussehen gegenüberstellte. Obwohl er sich stets von jeder Judenfeindlichkeit distanzierte, griff er damit rassenantisemitische Stereotype auf und machte seine ufologischen Verschwörungstheorien auch für Rechtsextremisten anschlussfähig.

## Geschichte des Phänomens

Vergleich: Grey – Mensch

Das erste Mal erscheint die Beschreibung von kleinen grauen Wesen in der Science-Fiction-Literatur 1891 in dem Buch Meda: A Tale of the Future von Kenneth Folingsby. 1883 erschien von H. G. Wells der Artikel Man of the Year Million, welcher beschreibt, wie die Menschheit sich in der Zukunft in Wesen mit grauer Haut und großen Köpfen entwickelt.
Aufgrund von Zeitungsberichten führte die vermeintliche Entführung des US-amerikanischen Ehepaares Betty und Barney Hill erstmals 1965 zu internationalem Interesse. Presseberichten zufolge behauptete das Paar damals, von außerirdischen Lebewesen bei einer Autofahrt aufgehalten und durch den Wald in ein UFO in Form einer Fliegenden Untertasse gezerrt worden zu sein. Eigenen Aussagen nach wurden sie mehreren medizinischen Experimenten unterzogen. Das Ehepaar berichtete davon erst nach mehreren Jahren nach einer Hypnose, bei der sie ihre Wahrnehmungen genauestens schilderten. Das von den Hills beschriebene Aussehen weicht von der heute bekannten Form deutlich ab, insbesondere die Augen sind deutlich kleiner und ähneln mehr denen von Menschen. Die erste behauptete Entführung, in der die Beschreibung der Wesen den Vorstellungen der heutigen Zeit entspricht, war vermutlich die von Betty Andreasson.

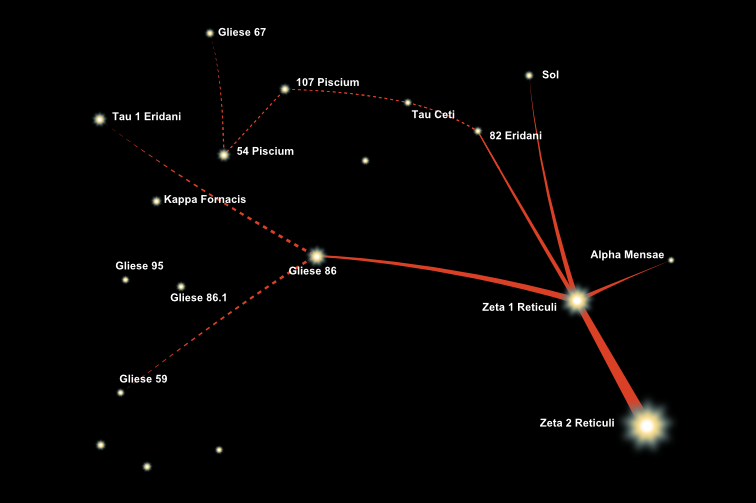
Sternkarte der Sternsysteme Sol (unser Sonnensystem) und Zeta Reticuli.

Unter anderem beschrieb Betty Hill eine ihr angeblich gezeigte Sternenkarte, die einer Analyse zufolge das Sternensystem Zeta Reticuli darstellt. Diese Interpretation der Amateur-Astronomin Marjorie Fish wurde nie wissenschaftlich bestätigt. Die Bezeichnung Grey etablierte sich erst Jahre später. In den folgenden Jahren wurden Greys auch von anderen vermeintlichen Entführungsopfern beschrieben.
Anfang der 1980er Jahre wurden sie mit dem sogenannten Roswell-Zwischenfall in Zusammenhang gebracht, weil einige erstmals aussagende Zeugen von einem Abtransport kleiner, grauer Wesen von der Absturzstelle durch das US-amerikanische Militär sprachen. In mehreren Sachbüchern und Zeitungsartikeln wurden die Aussagen damals veröffentlicht.
1987 veröffentlichte der US-amerikanische Schriftsteller Whitley Strieber das Buch Communion (dtsch. Die Besucher), in denen er Entführungen durch Greys und andere außerirdische Lebewesen beschreibt. Das Buch wurde zwei Jahre später mit dem Titel Die Besucher mit Christopher Walken in der Hauptrolle verfilmt.

## Künstlerische Rezeption
- Ein Film mit den Greys ist die Geschichte von Betty und Barney Hill, der in Deutschland 1975 unter dem Titel Begegnung aus dem Nichts veröffentlicht wurde.
- Mit dem Film Unheimliche Begegnung der Dritten Art von 1977 etablierte Steven Spielberg die Darstellung von Greys in größeren Kinoproduktionen. In Spielbergs Film sind sie eine friedliche außerirdische Spezies, die den Planeten Erde erforschen will.
- Auch in dem Film Cocoon und dessen Fortsetzung Cocoon II – Die Rückkehr werden Greys als friedliche Wesen dargestellt, die die Erde aber nicht aus Interesse an den Menschen, sondern wegen des Planeten selber besuchen.
- Im Film Dreamcatcher tauchen Außerirdische auf, die als Graue bezeichnet werden. „Pass auf auf Mister Gray!“ ist dabei die durch den Film geisternde Warnung des Douglas „Duddits“ Cavell, deren Bedeutung erst ganz am Ende des Films klar wird.
- In mehreren Folgen der Fernsehserie Akte X, die sich hauptsächlich mit dem Phänomen der Entführung durch Außerirdische beschäftigen, spielen die Greys eine wichtige Rolle.
- In der Fernsehserie Stargate wird das Volk der Asgard in Form der Grey dargestellt.
- In Computerspielen der X-Com-Reihe treten die Greys unter dem Namen „Sektoiden“ wiederholt in kriegerischer, erobernder Absicht auf.

## Einschätzung
Berichte über Entführungen durch Greys und Greys selber werden auch als moderne Legende bezeichnet.